# Ulrich Dietze
Ulrich Dietze (* 17. Juni 1964 in Chemnitz) ist ein deutscher Sachbuchautor und Unternehmensberater.

## Leben
Nach seiner Schulzeit und einer technisch/logistischen Ausbildung absolvierte Ulrich Dietze eine Vertriebsausbildung mit den Stufen Vertriebsinnendienst, Vertriebsaußendienst, Vertriebsleitung Deutschland und Vertriebsleitung International. Seit der Gründung seines Unternehmens Deutsche Vertriebsberatung im Jahr 1992 berät er Unternehmen in strategischen und operativen Vertriebsthemen.
Er ist Kooperationspartner des Verbands Deutscher Maschinen- und Anlagenbau (VDMA), des Verbands Technischer Handel (VTH), des Vereins Deutscher Ingenieure (VDI) und Förderpartner im Bundesverband der Vertriebsmanager (BdVM).
Im Jahr 2009 wurde Ulrich Dietze mit dem Internationalen Deutschen Trainingspreis in Bronze des Berufsverbands für Training, Beratung und Coaching (BDVT) ausgezeichnet.

## Veröffentlichungen
- Reklamationen als Chance nutzen. Kunden zufrieden stellen, Imageverluste vermeiden, Umsätze steigern. Verlag Moderne Industrie, Landsberg/Lech 1997, ISBN 978-3-478-24020-8.
- So gewinnt man Preisverhandlungen. Max Schimmel Verlag, Würzburg 1999, ISBN 978-3-920834-75-7.
- Reklamationen professionell behandeln. Kunden zufrieden stellen, Umsätze steigern. Moderne Verlagsgesellschaft MVG, München 2001, ISBN 978-3-478-81235-1.
- TQS – Total Quality Selling: Der sichere Weg zu konjunkturunabhängigem Wachstum. Gabal Verlag, Offenbach am Main 2007, ISBN 978-3-89749-668-2.
- Mit Heinrich Wickinghoff: Führung im Vertrieb: Mit der richtigen Führung zu besseren Vertriebsergebnissen. Gabal Verlag 2014, Offenbach am Main, ISBN 978-3-86936-556-5.
- Mit Christiana Thiede: Reklamationen lösungsorientiert bearbeiten: So vermeiden Sie Kunden- und Imageverluste. Gabal Verlag 2018, Offenbach am Main, ISBN 978-3-86936-877-1.
- Milliardengrab Technischer Vertrieb? Risiken erkennen und Chancen aktivieren. Gabal Verlag, Offenbach am Main 2024, ISBN 978-3-96739-183-1.